# Polyfenylenoxid

Strukturní vzorek polyfenylenoxidu

Polyfenylenoxid (PPO) je materiál s nízkou specifickou hmotností, nízkou nasákavostí, a dobrou protinárazovou a chemickou odolností.

## Vlastnosti
PPO má pracovní teplotu v rozmezí -50 až +150 °C. Není odolný vůči olejům, tukům, mazivům a palivům.

## Využití
Tento materiál je hlavně využíván při výrobě počítačových součástek, kancelářských strojů, částí čerpadel, apod.